# Chevêchette de la Sonde
Taenioptynx sylvaticus
Espèce
Synonymes
- Glaucidium sylvaticum Bonaparte, 1850
- Strix sylvatica Bonaparte, 1850
(protonyme)

Statut de conservation UICN

 LC  : Préoccupation mineure
Statut CITES
La Chevêchette de la Sonde (Taenioptynx sylvaticus, anciennement Glaucidium sylvaticum) est une espèce d'oiseaux de la famille des Strigidae.

## Répartition
Cette espèce vit en dans les régions montagneuses de Sumatra et Bornéo.

## Sous-espèces
D'après la classification de référence (version 14.1, 2024) de l'Union internationale des ornithologues, la Chevêchette de la Sonde présente deux sous-espèces (ordre philogénique) :
- Taenioptynx sylvaticus sylvaticus (Bonaparte, 1850) - Sumatra
- Taenioptynx sylvaticus borneensis (Sharpe, 1893) - Bornéo